# Nintendo DSi XL
De Nintendo DSi XL (bekend als de Nintendo DSi LL (ニンテンドーDSi LL) in Japan) is de 4e generatie van Nintendo's draagbare spelcomputer Nintendo DS. Het is tevens de opvolger van de Nintendo DSi. De Nintendo DSi XL heeft vele grotere schermen dan die van haar voorgangers; de Nintendo DS, DS Lite en DSi.
De Nintendo DSi XL is op 21 november 2009 uitgebracht in Japan en is in Europa uitgebracht op 5 maart 2010.

## Kenmerken
De Nintendo DSi XL bevat bijna alle kenmerken van de Nintendo DSi:
- De twee schermen hebben een diameter van 10,7 cm en zijn daarmee 93 % groter dan de schermen van de Nintendo DS Lite.
- De NDSi XL bevat twee stylussen bij aankoop. De ene kan in de Nintendo DSi XL worden gestopt en de andere wordt meegeleverd in de vorm van een balpen, waardoor het schrijven op het touchscreen natuurlijker aanvoelt.
- Op de Nintendo DSi XL zijn 2 spellen voorgeïnstalleerd: Even tijd voor... Dokter Kawashima's Brain Training Woorden en Beelden en Dictionary 6 in 1.
- De Nintendo DSi XL bevat de Nintendo DSi Browser om op internet te surfen (deze functie is overigens ook beschikbaar op de Nintendo DSi).
- De Nintendo DSi XL verschijnt in de kleuren donkerbruin, wijnrood & wit (wit is enkel verkrijgbaar in de Japanse versie), waarbij de buitenkant van een glanzende kleur is. De binnenkant en de onderkant hebben een matte afwerking.
- De Nintendo DSi XL is sinds 8 oktober 2010 ook verkrijgbaar in blauw, geel en groen.
- Vanwege het 25-jarige bestaan van Mario werd er een Limited Edition van de Nintendo DSi XL uitgebracht in het rood met aan de voorkant een ster, een mushroom en een fireflower-teken.

Spelcomputers · Draagbare spelcomputers (Lijst van draagbare spelcomputers)